# Теона Александријски
Патријарх Теона био је шеснаести патријарх и поглавар (папа) Александријске патријаршије. Свети Теона је био праведан, кротак научник, нежан и пун љубави према свима. Изградио је цркву у Александрији посвећену Девици Марији.
До његовог времена, верници су се молили и вршили обреде скривени у домовима и у пећинама због страха од неверника. Патријарх Теона бавио се неверницима опрезно успевши у својој намери. Покрстио је многе од њих.
У првој години свог понтификата крстио је Петра Александријског, који га је наследио као патријарх и био шеснаести патријарх. У време овог свеца, човек по имену Савелије појавио се у Александрији и поповедао да су Отац, Син и Свети Дух једн0. Свети Теона га је анатемисао и поништио његову јерес убедљивим доказом.
Свети Теона преминуо је у миру пошто је био на трону Светог Марка деветнаест година.